# Elliniki Omospondia Chokei
Elliniki Omospondia Chokei (griechisch ΕΛΛΗΝΙΚΗ ΟΜΟΣΠΟΝΔΙΑ ΧΟΚΕΫ, kurz ΕΛΟΧ bzw. ELOH deutsch Griechischer Hockeyverband) ist der nationale Sportverband für Hockey in Griechenland und wurde 1994 in Athen gegründet.
Dem Verband gehören 29 Vereine an und er hat ca. 3000 eingeschriebene Mitglieder (Stand: 1. Januar 2009). Die EL.O.H. ist Mitglied im Welthockeyverband FIH (Fédération Internationale de Hockey) und im europäischen Hockeyverband EHF (European Hockey Federation). Zuständig ist der Verband für die griechischen Hockeynationalmannschaften.

## Hockey in Griechenland

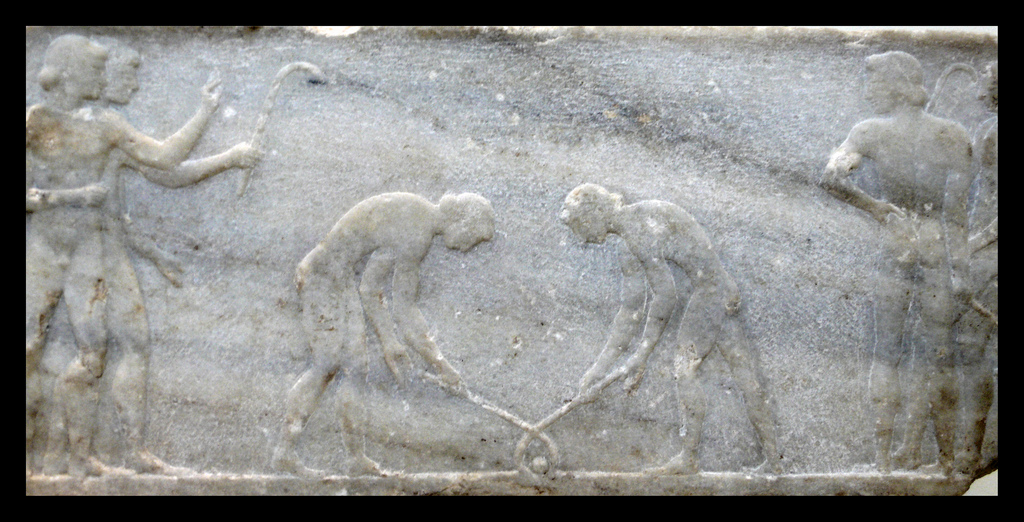
Relief ausgestellt im Nationalmuseum von Athen

### Antike
Schon in der Antike etwa um 500 v.C. wurde eine Art von Hockey in Griechenland gespielt. Die alten Griechen nannten diesen Sport Keretizein (griechisch Κερητίζειν).
 Über die Regeln dieses Spieles ist jedoch kaum etwas bekannt. Historiker vermuten, dass krummgebogene Stöcke als Schläger dienten, welche man Κέρας (deutsch: Horn) nannte, und dass eine Kugel aus Holz als Ball diente. Im Nationalmuseum von Athen ist ein Relief ausgestellt, welches die alten Griechen bei diesem Spiel zeigt.

### Neuzeit
Erst Anfang des 20. Jahrhunderts etablierte sich die moderne Form des Hockeys in Griechenland. 1924 richtete der Athener Tennisclub Αντισφαίρισης Αθηνών (Antisferisi Athen) die erste Abteilung für Hockey in ihrem Verein ein und gründete somit den ersten organisierten Hockeyverein Griechenlands. Zwischen den Jahren 1927 und 1937 veranstaltete man erste Turniere, meist auf Fußballplätzen zwischen neugegründeten nicht professionell organisierten Vereinen. Nach dem Zweiten Weltkrieg formierten sich erneut erste Mannschaften zumeist an Universitäten die diesem Sport nachgingen. Ab 1974 formierte sich eine nicht organisierte Nationalmannschaft Griechenlands im Hockey, die sich nur bei Freundschaftsspielen beweisen konnte. Erst 1994 mit Gründung weiterer nun professioneller Vereine wurde der griechische Hockeyverband ins Leben gerufen. Im selben Jahr wurde auch die erste offizielle griechische Meisterschaft durch einen Dachverband ausgetragen. Der griechische Hockeyverband schloss sich zudem dem FIH an, ein Jahr später (1995) auch der EHF an.